# Anoplophora viriantennatus
Anoplophora viriantennatus là một loài bọ cánh cứng trong họ Cerambycidae.